# Dorothy Vernon
Dorothy Vernon (11 de noviembre de 1875 – 28 de octubre de 1970) fue una actriz estadounidense.

## Resumen biográfico
Nacida en Alemania, actuó en 131 filmes entre 1919 y 1956.
Fue la madre del actor Bobby Vernon. 
Falleció en Granada Hills, Los Ángeles, California, a causa de una enfermedad cardiaca. Tenía 94 años de edad. Fue enterrada en el Hollywood Forever Cemetery de Hollywood, California.

## Filmografía seleccionada
- Jazz and Jailbirds (1919)
- Commencement Day (1924)
- Cradle Robbers (1924)
- Dog Days (1925)
- Buried Treasure (1926)
- Telling Whoppers (1926)
- Heebee Jeebees (1927)
- Cat, Dog & Co. (1929)
- Woman Haters (1934)
- Old Mother Riley (1937)
- Booby Dupes (1945)
- If a Body Meets a Body (1945)